# Tweehuizen
Tweehuizen (Gronings: Twaihoezen) is een gehucht in de Groningse gemeente  Eemsdelta. Het ligt net even ten noorden van Spijk. Er staan hier letterlijk twee huizen (boerderijen), aan weerszijden van een huiswierde. De grachten rond de wierde zijn deels gedempt. Alleen de noord- en zuidgracht rond een boomgaard op het westelijke deel zijn nog aanwezig. Een dobbe ten zuiden van de wierde is eveneens gedempt.
Vlak bij Tweehuizen liggen Vierhuizen en Dekkershuizen.

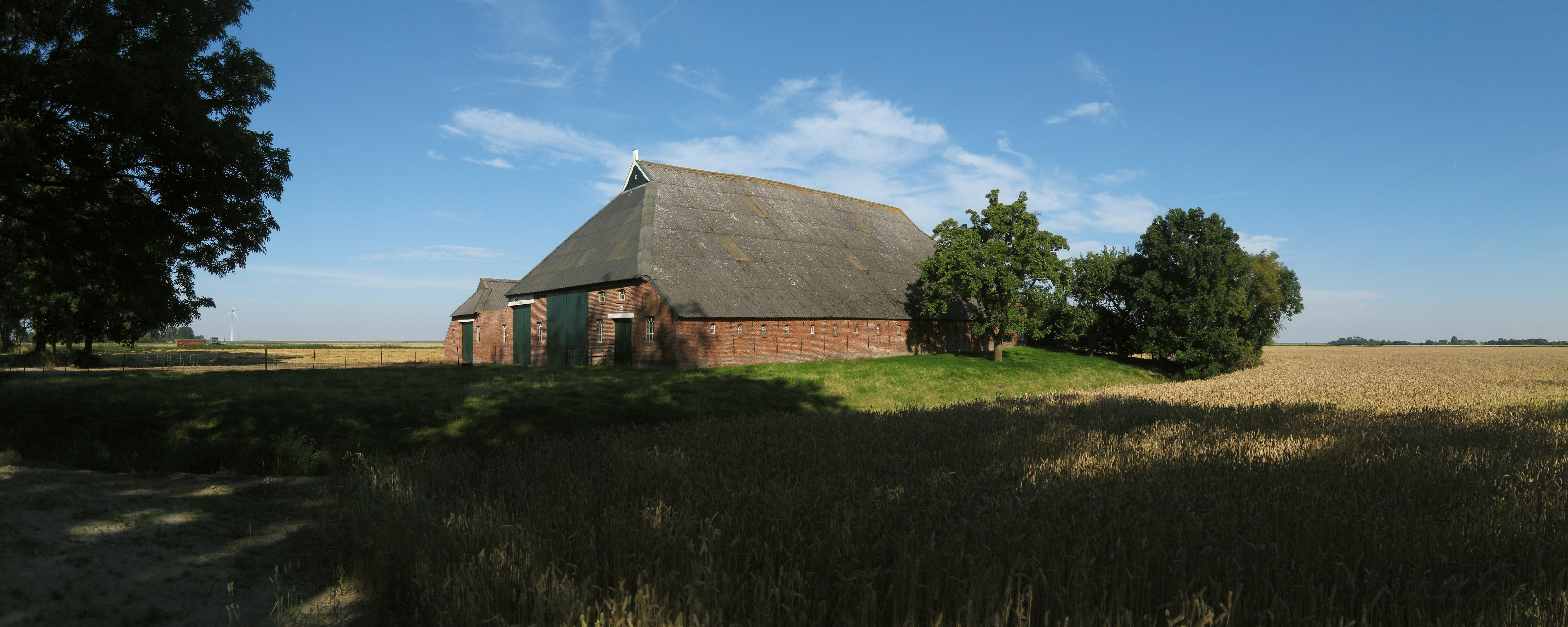
Boerenschuren van "de Kaap" in Tweehuizen (2012). In 2016 werd de bijschuur aan linkerzijde afgebroken.
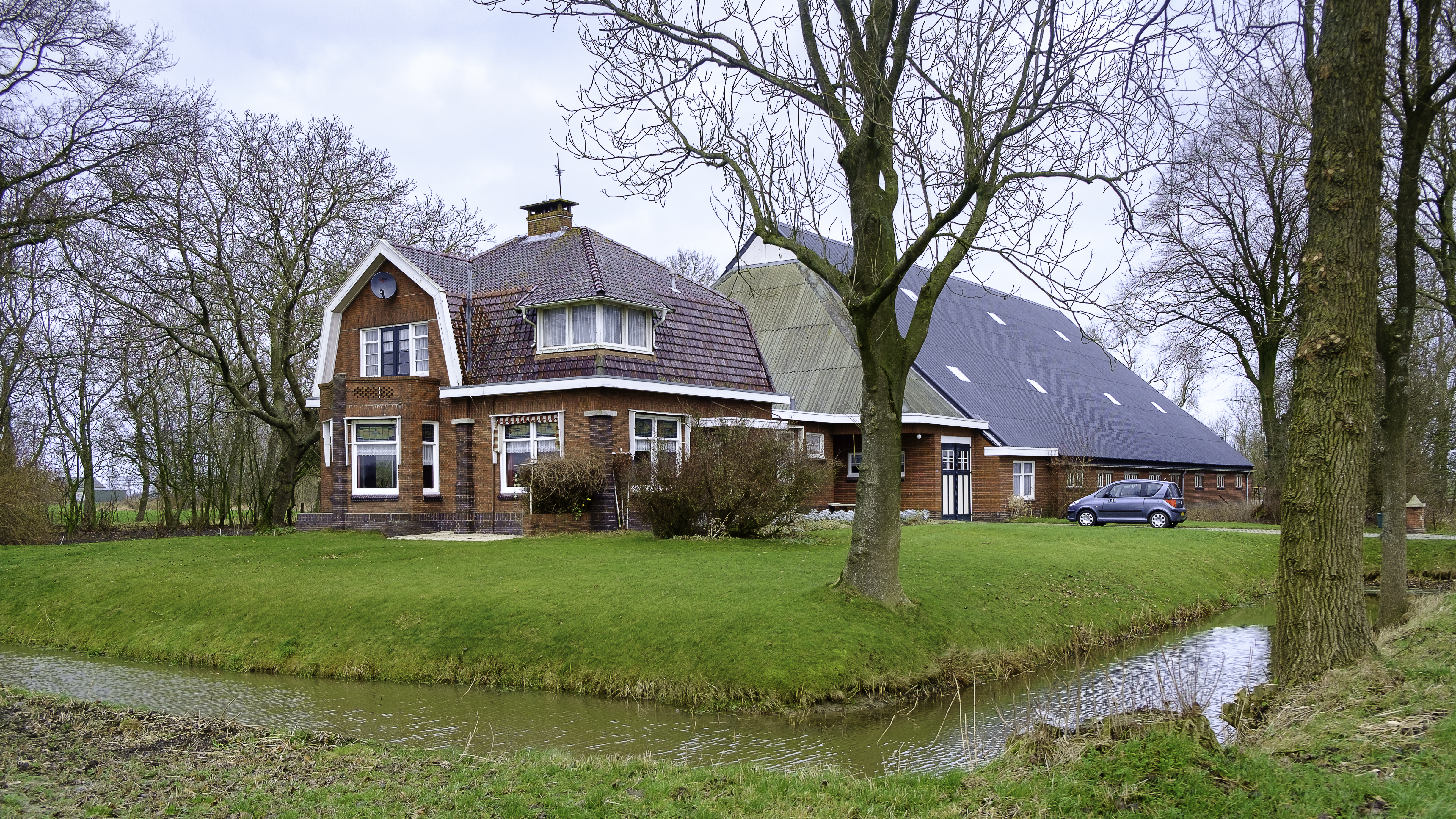
Boerderij aan zuidzijde van de wierde
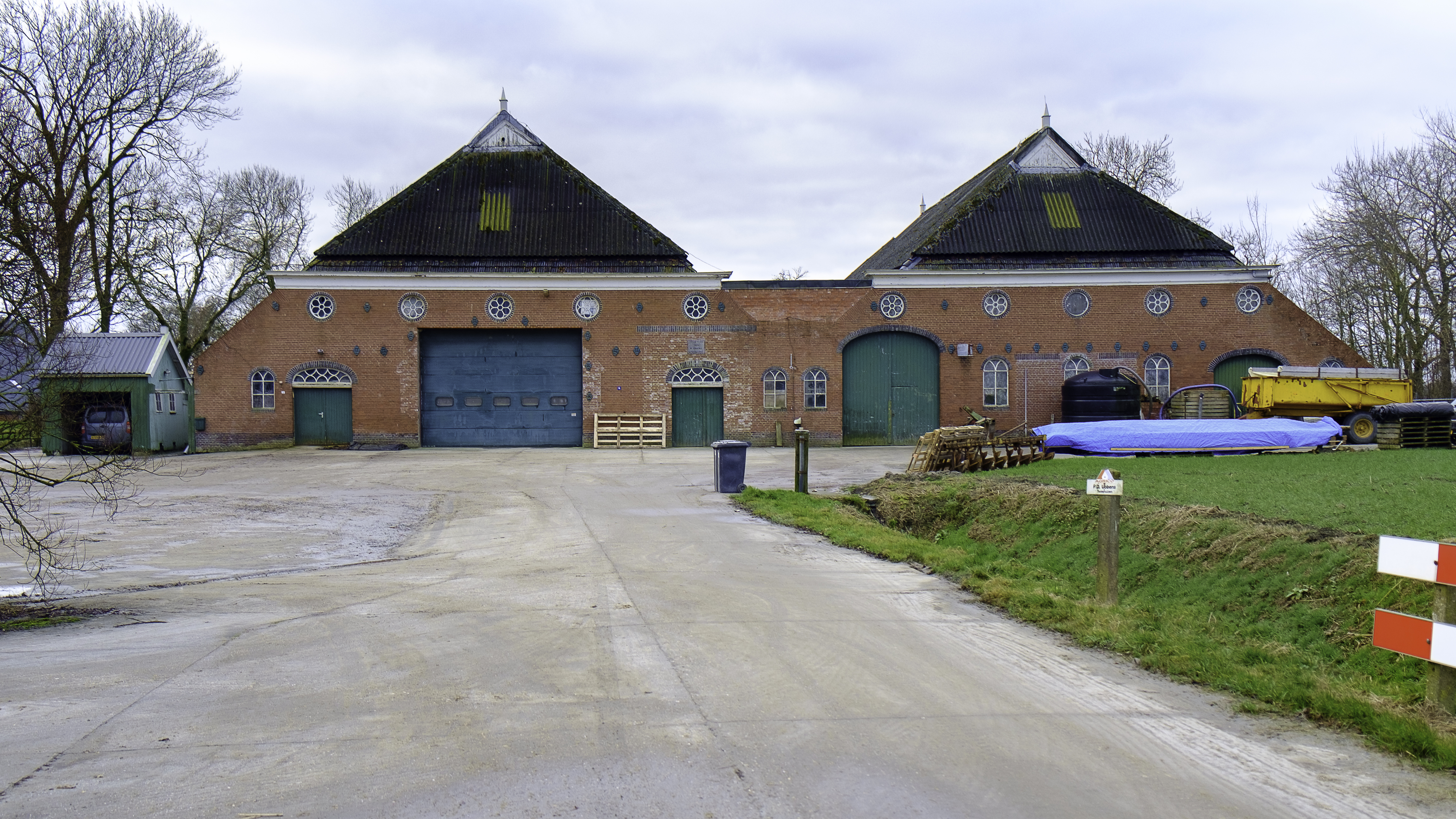
Schuren van de boerderij aan noordzijde van de wierde
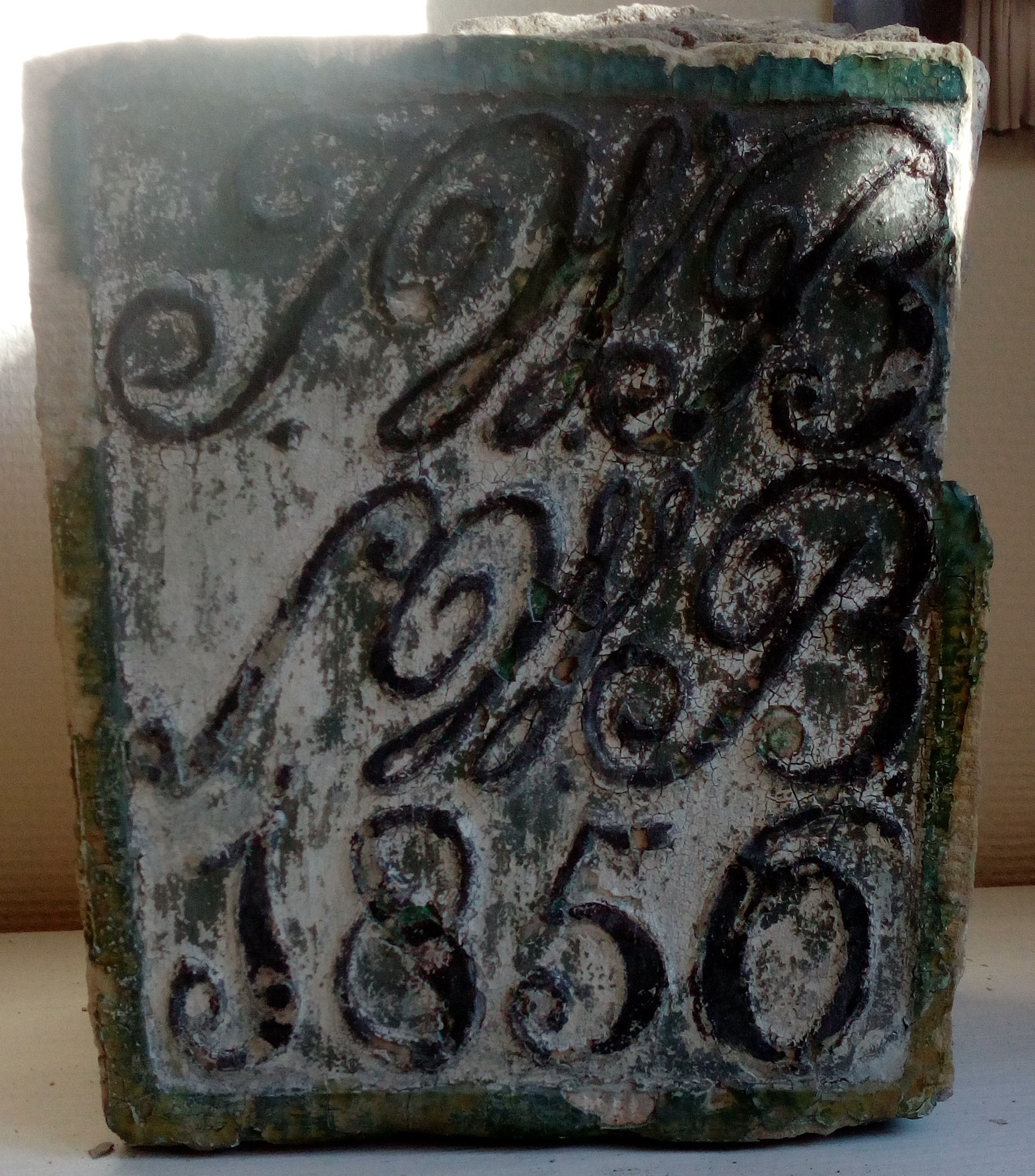
Sluitsteen van de in 2016 afgebroken schuur van "de Kaap" J.W.B. S.W.B. 1856 (Jacob Willems Bakker en Suine Willem Bakker 20 en 5 jaar oud)
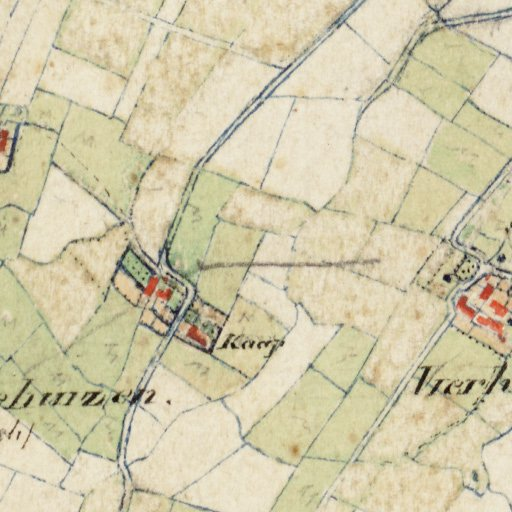
Situatie Tweehuizen in 1853

Groningen: Steden en dorpen      Nederland: Provincies · Gemeenten